# Acroceratitis histrionica
Acroceratitis histrionica är en tvåvingeart som först beskrevs av Meijere 1914.  Acroceratitis histrionica ingår i släktet Acroceratitis och familjen borrflugor. Inga underarter finns listade i Catalogue of Life.